# Hasan Zyko Kamberi
Hasan Zyko Kamberi (Starjë, 18. század – Starjë, 19. század) albán költő, a muzulmán tradíciójú bejtedzsi irodalom alakja.

## Élete
Életéről nagyon keveset tudunk. Délkelet-Albániában, Kolonjë mellett, a Gramoz-hegység lábánál fekvő Starjë faluban született a 18. század derekán. Ali Tepeleni pasa oldalán harcolt a török–osztrák háborúban, s részt vett az 1789-es vesztes szendrői csatában. A bektási rend derviseként halt meg szülőfalujában a 19. század második negyedében. Ma is látható sírja egy időben Baba Hasan türbéje néven (albánul: tyrbe e Baba Hasanit) kegyhely volt.

## Életműve
Nezim Frakulla után a keleti muzulmán hagyományokra épülő, albán nyelvű, de arab írású bejtedzsi irodalom jelentős alakja volt. Főműve, 200 oldalas kéziratos versgyűjteménye 1908-as nyomdába kerülése előtt Bitolában nyomtalanul eltűnt, s nem maradt utána másolat. Mára csupán egy Mohamed próféta születéséről szóló vallásos verse, tíz monumentális, nemritkán nyolcvanszakaszos ilahija (muzulmán vallásos himnusza) és mintegy félszáz világi verse maradt fenn.
Lírai költeményeiben iróniával, de realisztikusan írt önnön sorsáról és kudarcairól, (például Baht im, ’Az én szerencsém’), de a bejtedzsi költőktől szokatlan élességgel támadta a társadalmi visszásságokat is. Legnevezetesebb e körbe tartozó verse a kor feudális társadalmi kötöttségeit ostorozó Paraja (’A pénz’) című szatirikus költemény. Ezenkívül számos falusi zsánerképet megelevenítő költeménye is ismert (például Gjerdeku, ’A menyasszony szobája’). Világi versei kisebb részében saját vitézi múltját énekelte meg, ezek közül legjelentősebb a harminchárom szakaszos Seferi humajun (’Királyok harca’) című, amelyben Szendrő várának már említett elvesztését elevenítette fel.
Társadalmi érzékenysége a 19. század végi nemzeti költészet előfutárává avatta. A kor nagy költője, a Rilindja vezéralakja, Naim Frashëri vallotta: „Az albán költők sorából Hasan Zyko Kamberi a legillusztrisabb.”